# Anacampseros retusa
Anacampseros retusa és una espècie de planta suculenta del gènere Anacampseros, que pertany a la família Anacampserotaceae.

## Descripció
És una planta nana prolífera, de fulles suculentes, amb un càudex curt i espessit que té tiges de branca d'uns 40 mm de llargada. Formen rosetes de fulles carnoses, de color verd negrós fosc, amb forma de porra amb la part superior triangular molt arrodonida, amb blens curts de pèls entre elles. Tota la planta pot arribar a una alçada de fins a 4,5 cm quan és madura (fins a 10-15 cm en cultiu). Aquesta espècie s'assembla tant a Anacampseros comptonii pel que fa a la seva coloració i mida, que cal fer una inspecció detallada per distingir-les. La distingeixen les seves flors de color rosa, diverses sobre una tija més robusta, i més grans.
El càudex creixerà fins a 1,5-2 cm de diàmetre.
Les tiges (branques) són verticalment comprimides (sense entrenusos).
Les fulles estan densament compactades, de no més de 10-11 mm de longitud, en forma de porra o en forma de falca, truncades amb una part superior triangular molt arrodonida, en forma de llança o gairebé rodona, amb llana present a les axil·les, però no sempre distingible. De color verd, verd marronós o verd negre fosc. Com més exposició a la llum rep aquesta planta, més vius són els colors de les fulles.
Les flors són vàries sobre un eix de floració elevat. Flors planes, en forma de roda. Pètals de color rosa pàl·lid a intens, uns 25estams. Les flors són auto fèrtils; produint llavors en una copa de filaments erectes que són dispersades pel vent. Les flors creixen de manera intermitent durant tot l'any, però sobretot a l'estiu. Obren a la tarda i tanquen a primera hora del vespre.

## Distribució
Té una llarga distribució, des de Luderitz al sud de Namíbia, a través de Namaqualand, fins a Ceres, Karoo i Worcester, a Sud-àfrica. Creix en planes rocoses i vessants pedregosos.

## Taxonomia
Anacampseros retusa va ser descrita per Karl von Poellnitz (Poelln.) i publicada a Repert. Spec. Nov. Regni Veg. 27: 131 (1929).
Etimologia
Anacampseros: nom genèric que deriva de les paraules gregues: Anakampto = 'recuperar' i eros = 'amor'.
retusa: epítet llatí que significa 'amb l'extrem deprimit'.
Sinonímia
- Anacampseros retusa Poelln.
- Anacampseros nitida Poelln.
- Anacampseros retusa f. parva G.Will.
- Anacampseros retusa f. rubra G.Will.
- Anacampseros truncata Poelln.